# 董扶
董 扶（とう ふ、生没年不詳）は、中国後漢末期の官僚。字は茂安。益州広漢郡綿竹県の出身。『後漢書』方術伝に記述がある。

## 略歴
若い頃に指南を受け、いくつかの経書や『欧陽尚書』などさまざまな儒学を身につけるかたわら、同郷の学者の楊厚に師事し、同門の任安と共に図讖を学んだ。洛陽で太学に遊学した後、帰還して講義を行った。そこには遠来の弟子もいた。
永康元年（167年）に日食があり、賢良・方正の士を挙げるよう詔が出された際、左馮翊の趙謙らに推挙されたが、病と称して応じず、その後も仕官の誘いを断り続けていた。
霊帝の時代に何進の招聘を受けて入朝し、侍中に任命された。朝廷では儒宗と称され、非常に重んじられた。劉焉が朝廷内の混乱を避けたいと考えていた折、交阯行きを希望する劉焉に対し、董扶は密かに「益州には天子の気がある」と進言した。これを聞いた劉焉は、自ら益州牧になることを願い出て認められた。董扶は蜀郡都尉に任じられ、劉焉に同行して故郷への帰還を果たした。
その1年後に霊帝が崩御し、天下に大乱が生じたため、官を辞して引退した。82歳で没した。
益州では並ぶ者がいないほど、討論に強かった。口では誰も敵わず、董扶の至るところでは談論が終わってしまうため、「致止」と呼ばれた。また、董扶の長所について諸葛亮に尋ねられた際、秦宓は「董扶は些細な善でも褒め、些細な悪でも貶します」と答えている。